# Przetacznik perski
Przetacznik perski (Veronica persica Poir.) – gatunek roślin z rodziny babkowatych (Plantaginaceae), w systemach XX-wiecznych klasyfikowany zwykle do trędownikowatych (Scrophulariaceae). Pochodzi z obszarów Kaukazu. W Polsce pojawił się w I połowie XIX w. na Nizinie Nadwiślańskiej i szybko rozprzestrzenił. Obecnie jest pospolity na terenie całego kraju. Status gatunku we florze Polski: kenofit.

## Morfologia

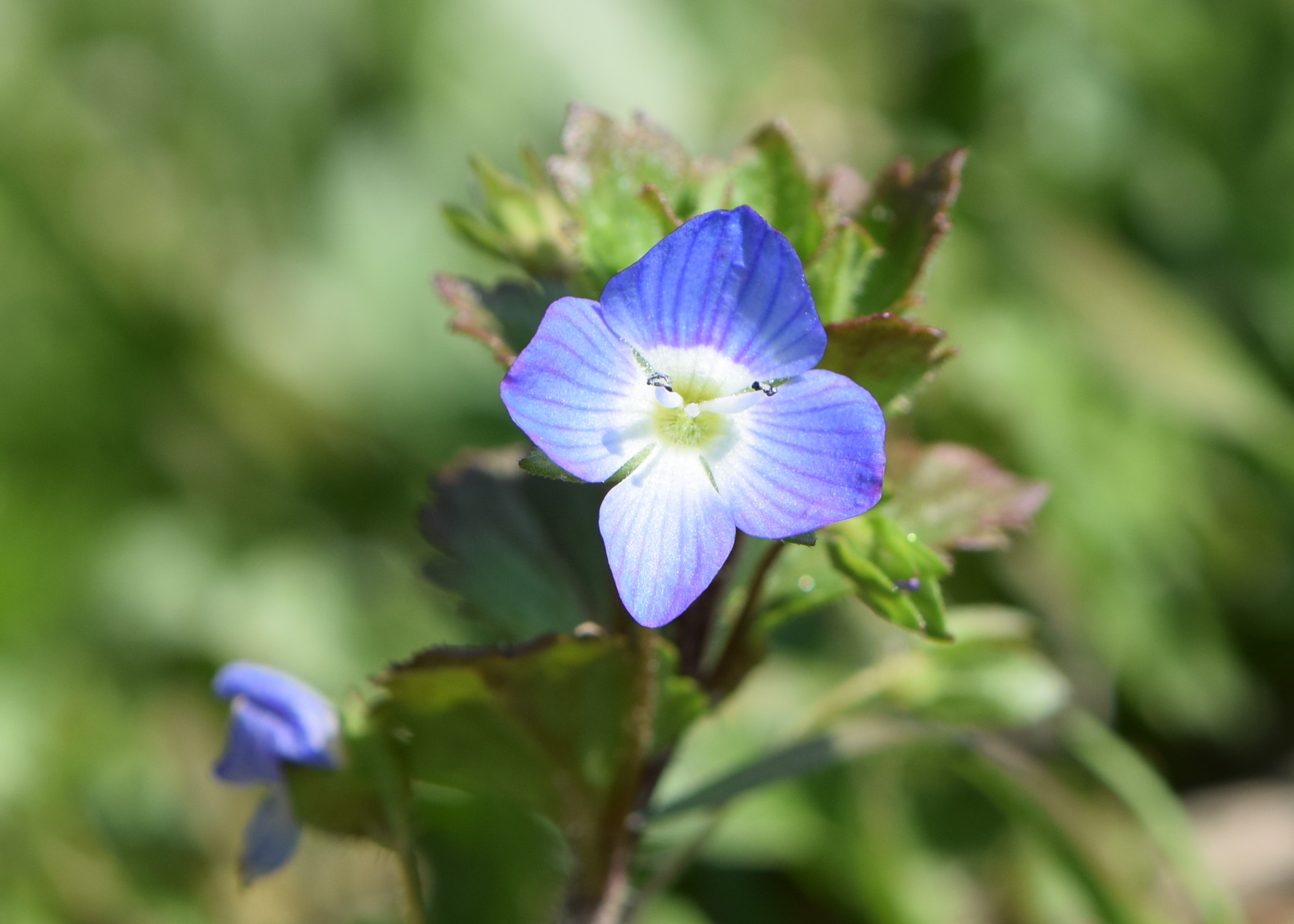
Kwiat

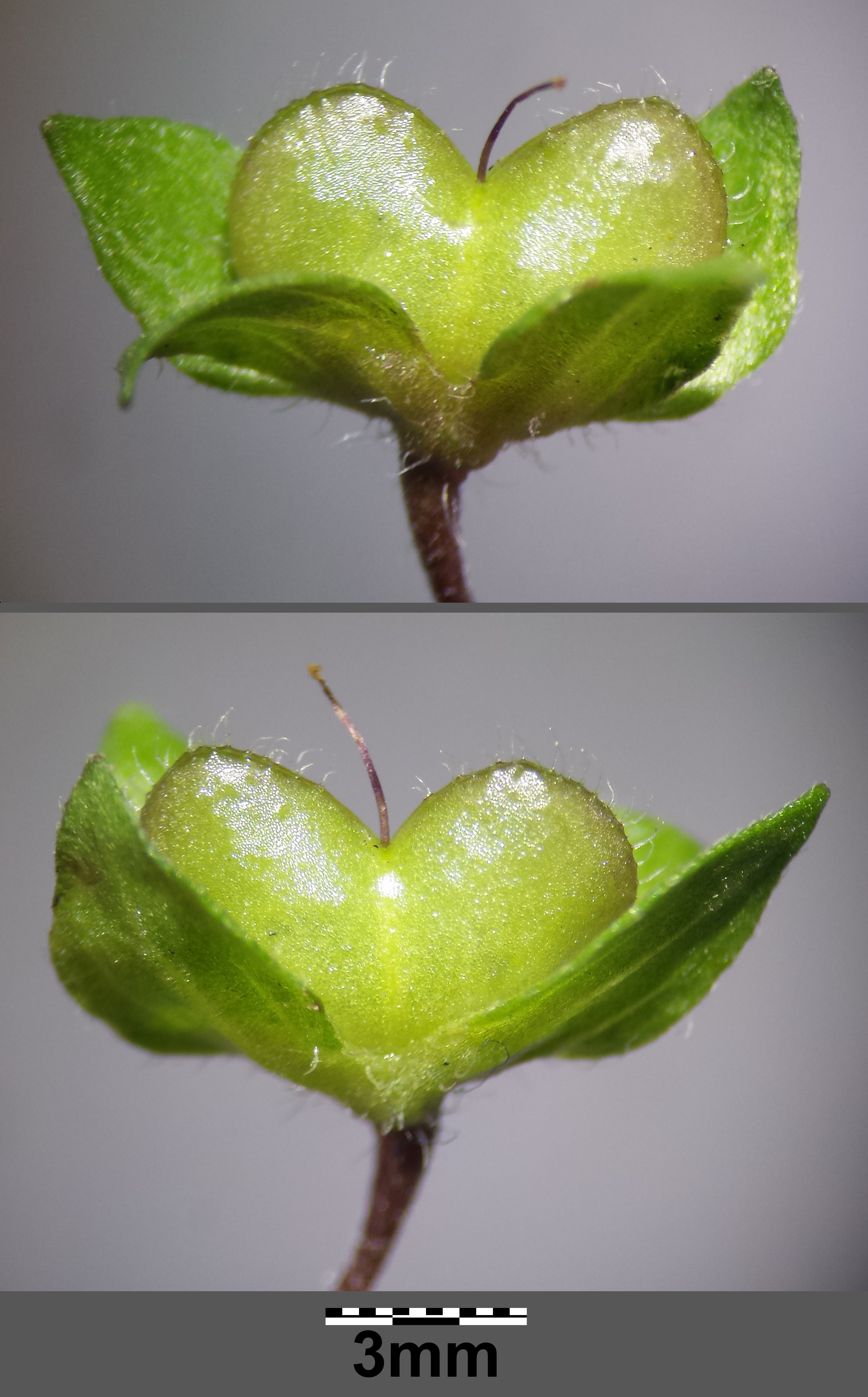
Owoc

ŁodygaOkazała, rozesłana lub podnosząca się, nie zakorzeniająca się. Zwykle z jednego korzenia wyrastają liczne i rozgałęziające się łodygi o długości 10–40 cm. Występują na nich dwa rzędy odstających, kędzierzawych włosów. Łodygi leżące na ziemi ukorzeniają się.
LiścieTrójkątne lub jajowate, krótkoogonkowe, karbowano-piłkowane, o zaokrąglonych nasadach.
KwiatyWyrastają pojedynczo w kątach liści, na szypułkach przeważnie znacznie dłuższych od przysadki. Po przekwitnięciu szypułki odginają się. Przysadki są bardzo podobne do liści i nie zmniejszają się w wyraźny sposób ku wierzchołkowi pędu. Kielich wolny, złożony z 4 podługowatych lub jajowatych i ostro zakończonych działek. Korona 4-płatkowa, kółkowa z bardzo krótką rurką, w gardzieli jest żółtawobiała. Kwiaty są jaskrawoniebieskie. Dolna łatka jaśniejsza, często biała, korona o średnicy 8–12 mm.
OwocTorebka o długości ok. 5 mm i dużo większej szerokości, otwierająca się skośnie rozchylonymi klapami. Pomiędzy klapami torebki szeroka zatoka. Po wyschnięciu ma dobrze widoczną siatkowatą nerwację, brzegi zakończone ostrymi kantami i jest owłosiona. Żółtawe lub brunatne nasiona mają długość 2–2,5 mm.

## Biologia i ekologia
Roślina jednoroczna, ruderalna i azotolubna. Na polach uprawnych jest chwastem. Występuje w uprawach roślin okopowych, zbóż i warzyw. W klasyfikacji zbiorowisk roślinnych gatunek charakterystyczny dla All. Polygono-Chenopodion. Zawiera aukubinę.
Kwitnie od marca do października, jest owadopylna lub samopylna.